# Le Cygne menacé
Le Cygne menacé (néerlandais : De bedreigde zwaan) est une peinture à l'huile sur toile représentant un cygne, réalisée vers 1650 par le peintre néerlandais Jan Asselijn. L'œuvre est conservée au Rijksmuseum Amsterdam, aux Pays-Bas.

## Description
La peinture de 144 × 171 cm a pour sujet un cygne tuberculé représenté en taille réelle, défendant son nid d'un chien,. La peinture est signée en bas à droite du monogramme « A ».
Vers 1800, quand le tableau est acheté par le Rijksmuseum, il est interprété comme une allégorie politique du grand-pensionnaire Johan de Witt défendant le pays de ses ennemis. Trois inscriptions ont été ajoutées : les mots de raad-pensionaris (« grand-pensionnaire ») entre les jambes du cygne ; les mots de vijand van de staat (« l'ennemi d'État ») sur la tête du chien sur la gauche et le nom Holland sur l'œuf à droite,. Ces inscriptions ne sont pas reconnues par tous les spécialistes, et certains pensent que ce texte en blanc a été ajouté à l'occasion du Witten-Oorlog (en), un débat national lors duquel était discuté le bien-fondé de l'exécution de de Witt par le peuple, et si ces derniers étaient des ennemis de l'État ; Asselijn, mort en 1652, est pourtant mort bien avant de Witt (1672) et cet événement, survenu au milieu du XVIIIe siècle,.
En avril 2016, Le Cygne menacé est sélectionné parmi les dix œuvres d'art les plus importantes des Pays-Bas par le projet Europeana.

## Provenance
Dans les années 1790, cette peinture appartenait à la collection de Jan Gildemeester (en), un collectionneur d'art néerlandais. Mais bien qu'elle ne figure pas dans le tableau La galerie d'art de Jan Gildemeester Jansz (en) d'Adriaan de Lelie en 1794, elle est incluse dans le catalogue des peintures de la vente par licitation de 1800 ; celui-ci le définit comme une « allégorie du grand-pensionnaire de Witt ».
La peinture est achetée en 1800 par le marchand d'art néerlandais Cornelis Sebille Roos (en) pour 100 florins pour la galerie nationale d'art de La Haye, au nom du directeur Alexander Gogel,. L'institution l'a acquise pour sa référence allégorique à de Witt, même si la chronologie ne permet pas de confirmer qu'elle en soit bien le sujet.

## Expositions notables
- « The age of Rembrandt : Dutch paintings and drawings of the 17th century », au Musée national de l'art occidental de Tokyo, au Japon, en 1968[3].